# Leontodon caucasicus
Leontodon caucasicus ist eine Pflanzenart aus der Gattung Leontodon (Löwenzahn) innerhalb der Familie der Korbblütler (Asteraceae). Er ist mit dem Steifhaarigen Löwenzahn (Leontodon hispidus L.) nächst verwandt und wird manchmal unter diesem als Synonym eingereiht.

## Beschreibung

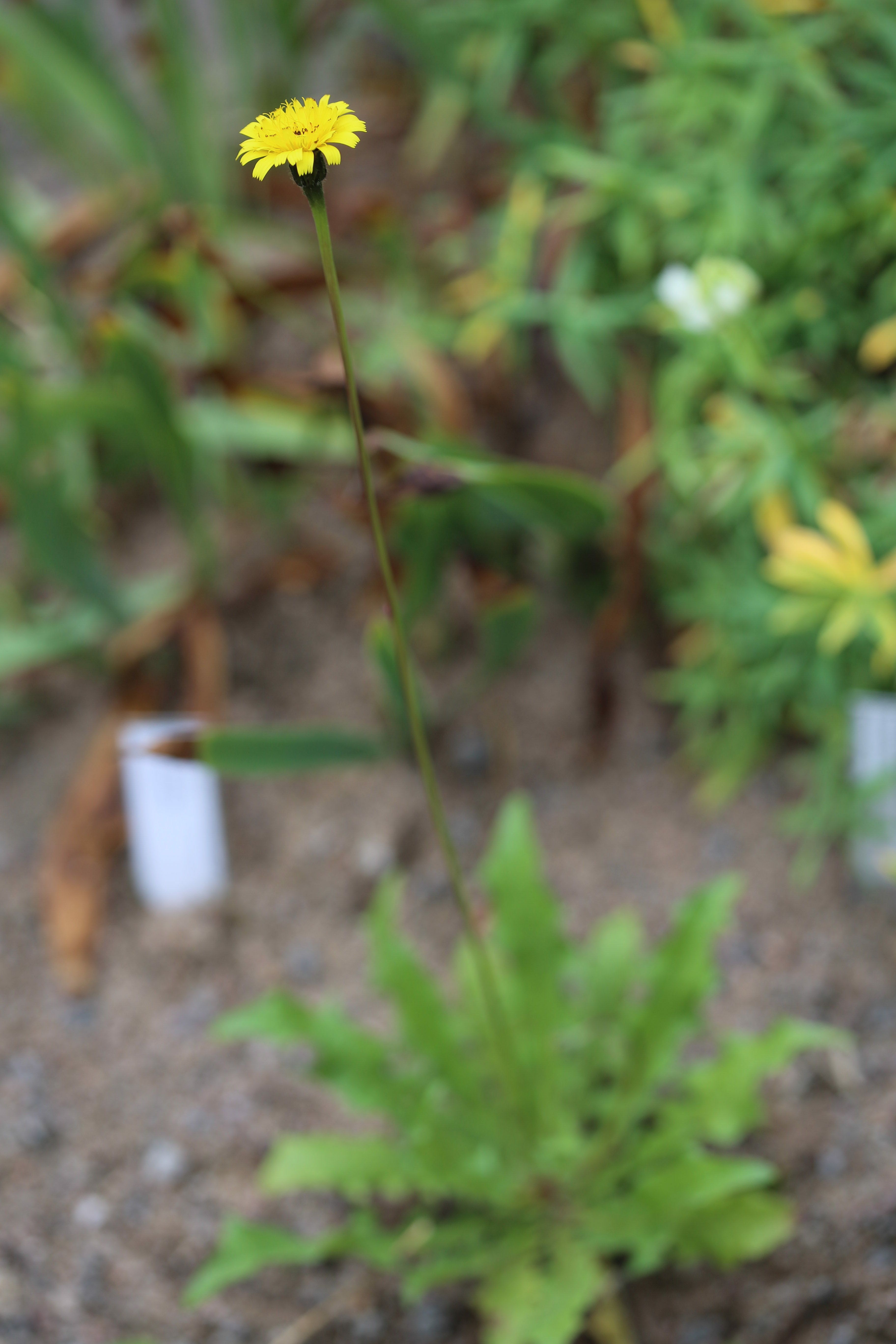
Habitus

### Vegetative Merkmale
Leontodon caucasicus ist eine ausdauernde krautige Pflanze, die Wuchshöhen von 14 bis 50 Zentimetern erreicht. Am reduzierten Rhizom befinden sich zahlreiche starke Faserwurzeln und es ist sehr selten auch kriechend. Die in einer grundständigen Rosette angeordneten Laubblätter sind 3 bis 20 Zentimeter lang und 1 bis 2,5, selten bis zu 3 Zentimeter breit, buchtig-fiederspaltig und mit dreieckigen spitz zulaufenden Segmenten. Die Blattoberseite ist glatt, kahl oder mit einfachen Haaren, manchmal mit Gabelhaaren untermischt. Die Blattunterseite ist glatt, oder auf der Mittelvene mit langen unregelmäßig verteilten Haaren oder Gabelhaaren besetzt.

### Generative Merkmale
Die Blütezeit reicht von Juli bis August. Der Blütenstandsschaft ist glatt, gefurcht und etwas verdickt, nur unter dem Blütenkörbchen leicht behaart. Die Hüllblätter (Involucralblätter) sind dunkelgrün, mit weißlichen oder gelblichen einfachen Haaren, ähnlich dem oberen Bereich des Blütenstandsschaftes. Die äußeren Hüllblätter sind wenig behaart. Die Blüten sind leuchtend gelb.
Die Achänen sind dunkelbraun, mehr oder weniger abgeflacht und ein wenig gebogen. Der Pappus ist schmutzig weiß, sitzend mit zwei Reihen. Die äußere Reihe ist borstig, die innere fedrig.

## Ökologie
Leontodon caucasicus ist ein Hemikryptophyt.

## Verbreitung
Leontodon caucasicus ist im Kaukasusraum heimisch; im Nordkaukasus, Dagestan, dem östlichen-, westlichen und südlichen Transkaukasien.